# تاريخ الصناعة النفطية في كندا

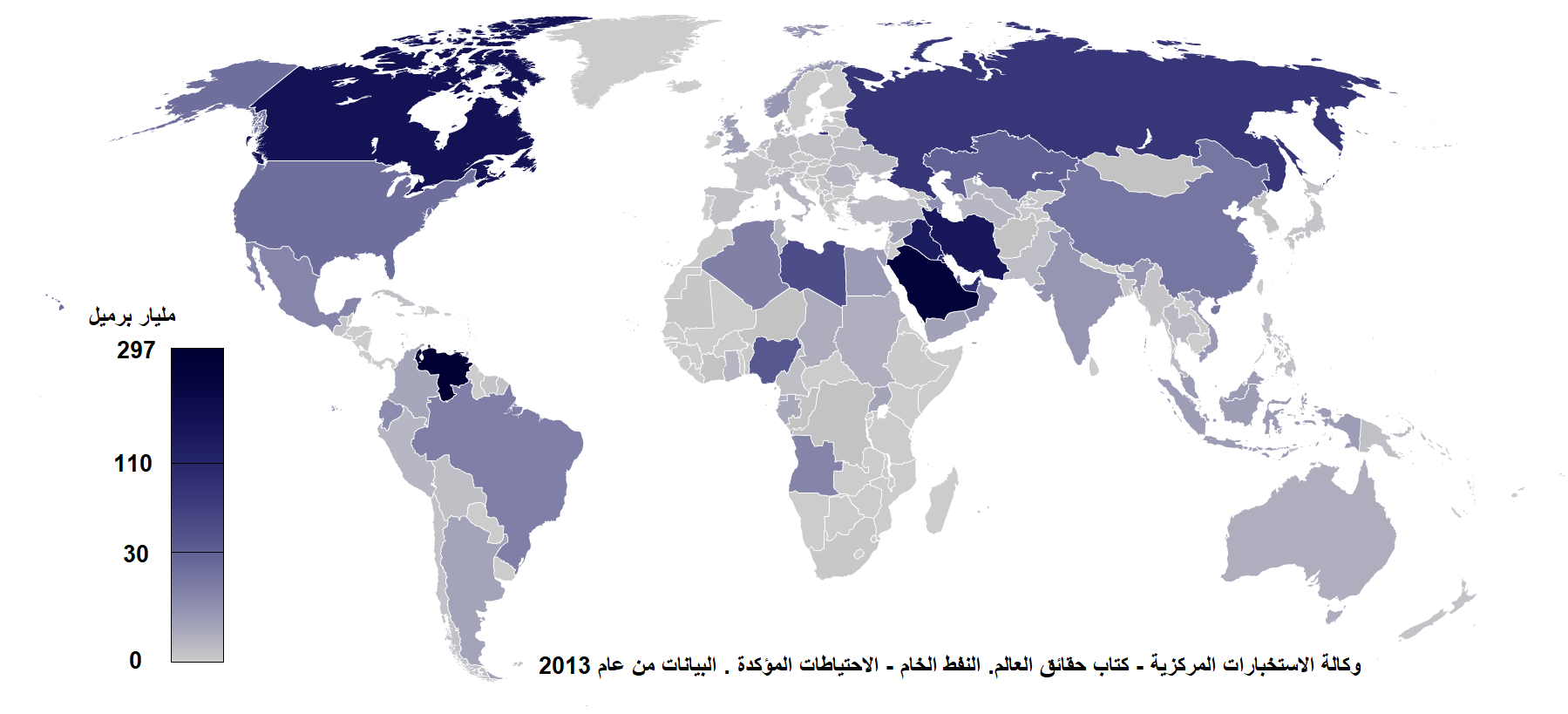
احتياطيات النفط المؤكدة على مستوى العالم في عام 2009.

نشأت صناعة النفط في كندا بالتوازي مع نظيرتها في الولايات المتحدة. وبسبب الطبيعة الجغرافية والجيولوجية المتفردة في كندا وتفردها في الموارد وأنماط المستوطنات، إلا أنها تطورت بطرق مختلفة. وقد كان تطور قطاع النفط عاملاً رئيسيًا في تاريخ كندا، وهو يساعد على توضيح كيف أصبحت الدولة مميزة للغاية عن جارتها في الجنوب. 

رغم أن صناعة النفط والغاز التقليدية في غرب كندا تتسم بالنضج، إلا أن موارد المنطقة القطبية الشمالية وموارد النفط البحرية الخاصة بالدولة في الغالب ما تزال في مراحل الاستكشاف والتطوير الأولى. وقد أصبحت كندا عملاقًا فيما يتعلق بإنتاج الغاز الطبيعي في أواخر الخمسينيات من القرن العشرين، وتأتي في المرتبة الثانية بعد روسيا فيما يتعلق بالصادرات، كما أن الدولة تعد كذلك مقرًا لأكبر منشآت استخراج سوائل الغاز الطبيعي. وقد بدأت تلك الصناعة في إنشاء شبكات خطوط الأنابيب في أواخر الخمسينيات من القرن العشرين، وبالتالي بدأت في تطوير الأسواق المحلية والدولية بطريقة ضخمة. 
ورغم الاستثمارات التي تقدر ببلايين الدولارات، إلا أن البتومين، خصوصًا في نفط أثاباسكا الرملي، مازال موردًا لم يتم استغلاله بشكل كامل. وبحلول عام 2025، يمكن أن يضع هذا المورد وغيره من موارد النفط غير التقليدي - أي موارد الحدود الشمالية والبحرية والنفط الخام الثقيل في الغرب - كندا في أعلى المراتب بين الدول المصدرة والمنتجة للنفط. وفي تقييم أجري عام 2004 للموارد العالمية، وضعت إدارة معلومات الطاقة (EIA) احتياطيات النفط الكندية في المرتبة الثانية، حيث إن السعودية تحتوي على أكبر احتياطيات مؤكدة.

والعديد من القصص التي تحيط بالتطوير المبكر لصناعة النفط مبهجة. وقد ضم تجمع أويل باتش المغامرات القاسية، والخداع في بعض الأحيان، والإبداعات الهامة، وفي النهاية، النجاح العالمي. ويعد إنتاج النفط في كندا الآن جزءًا مهمًا من الاقتصاد القومي، كما أنه يعتبر عنصر مهم للإمداد العالمي. لقد أصبحت كندا عملاقًا في مجال الطاقة. 

## الأصول القديمة
تعود الاستخدامات المبكرة للنفط إلى آلاف السنوات التي مضت. ولكن رغم أن البشر قد تعرفوا على النفط واستخدموه على مدار القرون، إلا أن تشارلز نيلسون تريب كان أول كندي يقوم باستخراجه لأغراض الاستخدام التجاري. العام كان 1851، والمكان كان في بلدة إينيسكيلين، بالقرب من سارنيا، وهي أونتاريو المعاصرة (والتي كان يطلق عليها في هذا الحين اسم غربي كندا). وهناك، بدأ ترتيب العمل في تلك المناطق الغامضة بالقرب من بلاك كريك. وقد أدى ذلك إلى تأسيس أول شركة نفط في كندا. 

## الاستكشاف والتطوير الحدودي

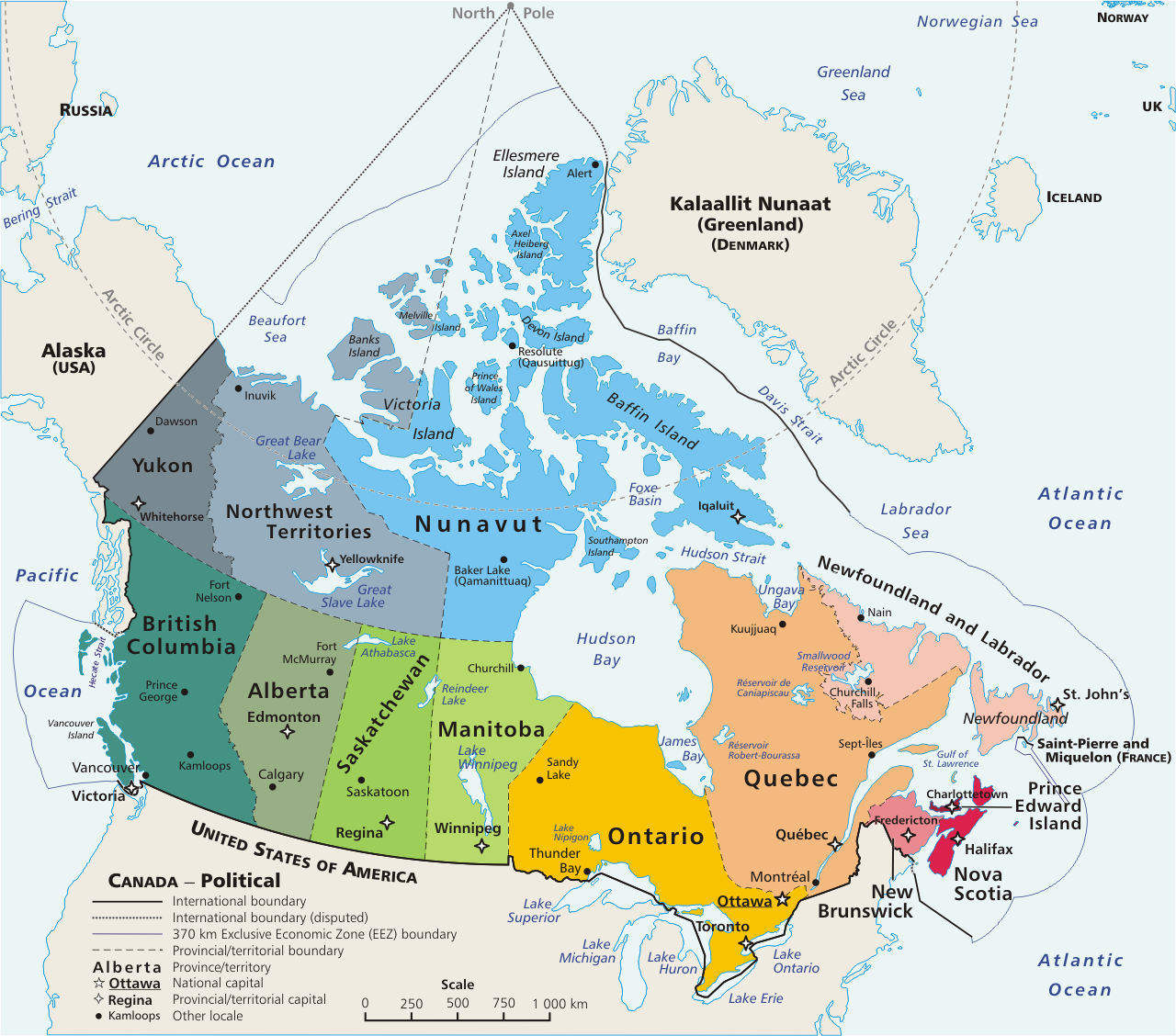
تظهر هذه الخريطة الجيوسياسية لكندا عشر مقاطعات وثلاثة مناطق. يتم إجراء بعض عمليات إنتاج البترول حاليًا في كل المقاطعات والأقاليم، باستثناء جزيرة برنس إدوارد ونونافوت. توجد حدود النفط والغاز حاليًا في الأقاليم وفي المناطق البحرية في مناطق كندا في المحيط الأطلنطي وكولومبيا البريطانية.

وقد ظهرت اكتشافات النفط المبكرة في كندا بالقرب من المراكز السكانية أو على خطوط الاختراق نحو الحدود. 
على سبيل المثال، ظهرت أول طبقة من طبقات النفط في جنوبي أونتاريو. وقد ظهر أول اكتشاف غربي للغاز الطبيعي في الأراضي المخصصة للطرق لشق سكك حديد كندا في المحيط الهادي. وكان موقع أول اكتشاف في أقصى الشمال، في حقول نورمان التي تم اكتشافها في عام 1920 في المناطق البرية في الأقاليم الشمالية الغربية، على ضفاف نهر ماكينزي، الذي كان في ذلك الحين محور النقل المهم إلى المنطقة القطبية الشمالية بكندا.
ومن تلك البدايات التي جاءت من قبيل المصادفة، انتشر البحث عن البترول إلى أطراف كندا القارية، ثم تجاوز تلك الأطراف وصولاً إلى المنحدرات القارية التي يغطيها المحيط. 
ويشتمل استكشاف النفط في تلك المناطق على ماكينات ضخمة وأنظمة دعم لوجيستي معقدة، بالإضافة إلى مقادير ضخمة من رؤوس الأموال. وقد كلفت الآبار البحرية في القطاع الكندي في بحر بيوفورت أكثر من 100 مليون دولار. وعبر الحدود الدولية، كلف أحد الآبار الذي تم حفره في القطاع الأمريكي من نهر بيوفورت، واسمه ماكلوك، بليون ونصف البليون دولار أمريكي، واتضح في النهاية أنه فارغ.
بالنسبة لقطاع النفط، فإن الحدود الجغرافية الكندية تتمثل في أحواض النفط في شمال كندا، وفي أرخبيل القطب الشمالي الكندي، وأمام ساحل كندا في المحيط الأطلنطي. وهذه المناطق تتسم بصعوبة الاستكشاف والتطوير وارتفاع تكلفة ذلك بها، إلا أن المشروعات التي تحقق النجاح يمكن أن تكون مربحة للغاية باستخدام تقنيات الإنتاج المعروفة.
ومع استنزاف احتياطيات النفط العالمية على اليابسة، أصبحت المواد البحرية المتاحة في كندا، والتي تعرف كذلك باسم موارد الحدود، هامة بشكل متزايد. وتكمل هذه الموارد بدورها الدورة الكاملة للاستكشاف والتطوير والإنتاج والاستنزاف.
وقد تم إغلاق بعض مواضع إنتاج النفط الخام الحدودية، على سبيل المثال حقول بنت هورن في المنطقة القطبية الشمالية وبانوكي المكتشفة أمام ساحل نوفا سكوتيا، بعد انتهاء أعمارها الإنتاجية. وبنفس الطريقة، هناك بعض حقول الغاز الطبيعي في المناطق الحدودية في المراحل الأخيرة من عمرها الإنتاجي.
وبشكل جزئي، يوضح هذا التاريخ مدى أهمية التغييرات التي تجري في اقتصادات المناطق الإنتاجية الجديدة، مع انتقال الاستكشاف الحدودي من الحفر البري عبر تطوير النفط والغاز إلى الإنتاج. كما أنه يوضح كذلك المهارة اللازمة للحفر في تلك المناطق الوعرة، بالإضافة إلى التحديات القاتلة التي يتعرض لها القائمون على الاستكشاف. 

## سوائل الغاز الطبيعي
تعود صناعة سوائل الغاز الطبيعي في كندا إلى اكتشاف الغاز الطبيعي الرطب في وادي ترنر، في ألبرتا في عام 1914. وقد كانت أهمية الغاز أقل من البنزين الطبيعي، حيث كان يطلق عليه اسم «غاز الظربان»، بسبب رائحته المميزة، والذي استخرجه المنتجون الأوائل منه. ويمكن صب سائل الغاز الطبيعي هذا بشكل مباشر في خزانات وقود السيارات.
ومع نمو صناعة الغاز الطبيعي مع إنشاء خطوط الأنابيب في الخمسينيات من القرن العشرين، قامت العديد من الشركات، مثل إمبريال وبرتيش أمريكان (B/A، والتي أصبح اسمها فيما بعد جولف كندا) وشل، بإنشاء مصانع في ألبرتا لمعالجة الغاز الطبيعي المكتشف حديثًا حتى يمكن تجهيزه من أجل النقل عبر الأنابيب. وقامت العديد من تلك المصانع باستخراج سوائل الغاز الطبيعي من الغاز الطبيعي كجزء من عملية معالجة الغاز الطبيعي.
ومع ذلك، لكي تصبح سوائل الغاز الطبيعي مجال أعمال مهمًا، تطلب جهود مساهمين كبار ومبدعين، بالإضافة إلى تطوير إمداد أكبر من الغاز الذي يمكن استخراج هذه الهيدروكربونات الخفيفة منه. وقد كانت الظروف مواتية في الستينيات من القرن العشرين، والشركتان اللتان استفادتا من تلك الميزة كانتا أموكو كوربوريشن ودوم بتروليوم، ولم تعد أيًا منهما موجودة الآن. وقد اشترت شركة أموكو شركة دون بعد أن أفلست الشركة بشكل جوهري في عام 1988، ثم اشترت شركة بي بي شركة أموكو من خلال عملية اندماج ودية بعد ذلك بعشرة أعوام. وإليكم قصة كيف قامت تلك الشركتان بتطوير المكونات الرئيسية للبنية التحتية لهذه الصناعة المعيارية الجوهرية.
كان مقر شركة أموكو كوربوريشن موجودًا في شيكاغو، لأن تلك المدينة كانت قريبة من ويتينج، بإنديانا. وقد كانت ويتينج مقرًا لأكبر مصفاة نفط تمتلكها شركة أموكو (وواحدة من أكبر المصافي في العالم كذلك). ومصفاة ويتينج، التي كانت تعمل منذ عام 1890، كانت المصفاة التي تقوم بتكرير النفط الخام الحامضي الوارد من ولاية أوهايو المجاورة. وقد كانت أهم الأصول لشركة ستاندارد أوف إنديانا (أموكو) بعد أن أصدرت المحكمة العليا الأمريكية قرارها بحل أمانة ستاندرد أويل. وفي الأعوام الأولى لها، كانت شركة أموكو تركز بشكل رئيسي على التكرير وتسويق المنتجات المكررة للأسواق المتنامية في الغرب الأوسط. وقد كانت مصفاة ويتينج توفر المنتجات التي يمكن تسويقها من شيكاغو، وهي مدينة كانت في حد ذاتها سوقًا ضخمًا لمنتجات النفط.
وبحلول عام 1970، كان شركة أموكو قد أصبحت واحدة من أكبر شركات النفط المتكاملة في العالم، من خلال عمليات الاستحواذ والنمو الداخلي. وبالإضافة إلى كونها شركة تكرير وتوزيع للمنتجات المكررة على نطاق واسع، كانت قوة كبيرة في مجال البتروكيماويات واستكشاف وإنتاج النفط والغاز وخطوط الأنابيب، بالإضافة إلى مجال تسويق النفط الخام والغاز الطبيعي وسوائل الغاز الطبيعي (NGL).
وكانت الشركة تنمو على الصعيد العالمي، إلا أنها كانت تركز بشكل كبير في أمريكا الشمالية. ورغم تركيز أنشطة النفط والغاز الخاصة بالشركة في الجنوب الغربي للولايات المتحدة وفي غربي كندا، إلا أن تواجدها في الأسواق كان في أقوى حالاته في وسط الولايات المتحدة. ومن مقرها في شيكاغو، كانت الشركة تمتلك معلومات لا مثيل لها حول طلب الهيدروكربون في الغرب الأوسط للولايات المتحدة.

### استخراج النفط من وادي ترنر
بين عامي 1924 و1927، قامت شركة روياليت بتشغيل منشأتي معالجة غاز متجاورتين في وادي ترنر: وهما مصنع التحلية ومصنع السوائل.
وقد تم إغلاق مصنع التحلية في عام 1927 ثم إعادة افتتاحه في عام 1933 بعد أن قامت الشركة بتجديده. وقد كان المصنع الجديد يستخدم عملية امتصاص «النفط العجاف»، وهي عملية كانت تفرض تلامس الغاز الخام مع النفط العجاف في سلاسل أغطية فقاعات النفط. وقد أتاح تحسين وسيطة الامتصاص والتلامس بين الغاز والنفط الفرصة لاستعادة معدلات كبيرة للغاية من السوائل. وقد حقق المصنع الجديد نجاحًا هائلاً لدرجة قيام شركتين أخريين ببناء مصنعين مشابهين في وادي ترنر، وقامت شركة روياليت ببناء مصنع آخر لمعالجة إنتاجها من الطرف الجنوبي للحقل. وقد قامت شركة غاز آند أويل برودكتي إنك. ببناء مصنع مشابه في هارتل في عام 1934، كما قامت شركة بريتش أمريكان (BA) بافتتاح مصنع في لونغفيو في عام 1936. 

## الغاز الطبيعي
الغاز الطبيعي تقريبًا طالما تم استخدام النفط الخام في كندا، إلا أن تطويره تجاريًا لم يكن على نفس الدرجة من السرعة. ويرجع ذلك إلى السمات الخاصة لهذه السلعة المرتبطة بالطاقة: فهي عبارة عن غاز، وهي تحتوي بشكل متكرر على شوائب. وكانت التحديات الفنية تشتمل في البداية على معالجته ثم نقله عبر الأنابيب إلى السوق، وبالتالي، فقد كانت تلك التحديات ضخمة. وبالإضافة إلى ذلك، فإن تكاليف بناء الأنابيب تجعل المشروع برمته مستلزمًا لقدر كبير من رؤوس الأموال، حيث يتطلب الأموال والخبرة الهندسية، بالإضافة إلى أسواق ضخمة بما يكفي لتحقيق الأرباح من ذلك العمل التجاري.
وإلى أن أصبح الأمر ممكنًا من الناحية التجارية، كان الغاز الطبيعي في الغالب مصدرًا للإزعاج. وحيث إنه يتسم بالخطورة في التعامل معه، كما أنه يصعب طرحه في الأسواق، فإن العاملين الأوائل في مجال النفط لم يعطوه الاهتمام الكافي واعتبروه من الفرع الفقير في عائلة ابن عمه النفط الخام. ورغم أن إجراءات المعالجة المبكرة كانت توفر القدرة على إزالة المياه، لم يتم تطوير الاكتشافات التي كانت تظهر في القرن التاسع عشر إلا إذا كان بإمكان المستهلكين استخدام الغاز تمامًا على نفس الحالة التي يخرج بها من الأرض. وإذا كان الغاز يتطلب المزيد من المعالجة أو يجب ضخه عبر خطوط الأنابيب لمسافات طويلة إلى الأسواق، كان المنتج يقوم بإغلاق البئر. وكان يتم استخدام المشاعل للتخلص من الغاز الذي يخرج من آبار النفط.
وتغير معالجة الغاز الطبيعي من السلعة بطريقتين مهمتين. في البداية، فإنها تقوم باستخراج المنتجات الثانوية المهمة، وثانيًا، تجعل الغاز الطبيعي مناسبًا للنقل إلى نقاط البيع والاستهلاك التجاري. ومن خلال استخدام التقنيات دائمة التطور، كانت صناعة معالجة الغاز في كل مرحلة زمنية تقوم باستخراج نسب مئوية أعلى من مجموعة أكبر من الهيدروكربونات وغيرها من المنتجات الثانوية التجارية من المرحلة السابقة لها. كما أنها تساعد كذلك على التخلص من النسب المئوية المرتفعة دائمًا من الشوائب الخطيرة وغيرها من المواد غير المرغوب فيها. وقد جعل النمو المستمر الغاز الطبيعي صناعة كبرى، من خلال تدفق 180 كيلو متر مكعب من الغاز من الحقول الكندية إلى الأسواق كل عام.
وكونه جزءًا من سلسلة صناعة النفط في كندا، فإن هذا العنصر الجديد يركز على الوظيفة الثانية من هاتين الوظيفتين لمعالجة الغاز، ألا وهي التخلص من الشوائب من تدفقات الغاز، بدلاً من استعادة سوائل الغاز الطبيعي الموضحة في موضع آخر. وبطبيعة الحال، فإن معظم المصانع تقوم بتنفيذ كلا الوظيفتين، ولا توجد أي أغراض مطلقة أخرى لدى تلك المصانع بخلاف تحويل الغاز الخام، بطريقة تتسم بالسرعة والأمن والربحية، إلى منتجات يمكن شحنها (في الغالب عبر خطوط الأنابيب) إلى الأسواق. وينطوي النقاش على معالجة الغاز كعمل هندسي هام للغاية والتطويرات الضرورية فيما يتعلق بالاستكشاف والتطوير وأساسيات السوق. 

### الفترات المبكرة
وقد ظهرت صناعة صغيرة مرتبطة بالغاز الطبيعي في وسط كندا منذ عدة عقود، إلا أن الحدث الأهم في التاريخ المبكر للصناعة يتمثل ربما في حفر بئر بالقرب من ميديسين هات في عام 1890، بحثًا عن الفحم الحجري من أجل السكك الحديدية. وقد صادف البئر تدفقًا كبيرًا من الغاز الطبيعي، وقد دفع ذلك مسئولو المدينة إلى التحاور مع سكك حديد كندا في المحيط الهادي من أجل الحفر لأعماق أكبر بحثًا عن الغاز. وقد أدى المشروع الناجم عن ذلك إلى تطوير حقل غاز ميديسين هات في عام 1904. وقد استفاد المجتمع من الموارد الطبيعية وأصبحت أول مدينة في غربي كندا تمتلك مرفقًا للغاز.
بدأت خدمة الغاز الطبيعي في كالجاري في وقت لاحق، عندما قام إيه دابليو دينجمان بإنشاء شركة كالجاري ناتشرال غاز كومباني. وقد قام بحفر بئر ناجح في غربي كالجاري، وقام بعمل خط أنابيب إلى موقع شركة كالجاري بروينج آند مالتينج كامباني، وبدأ في توفير الغاز إلى تلك الشركة في العاشر من أبريل، عام 1910. وكما كان الحال في ميديسين هات، وفرت إمدادات الغاز بشكل فوري الوقود المحلي والإضاءة للشوراع.
وفي تطور موازٍ، توجه إيوجين كوست، الذي يعد رائدًا في مجال تطوير صناعة الغاز الطبيعي في أونتاريو، نحو الغرب. وقام بحفر بئر أولد جلوري الشهير محليًا بالقرب من جزيرة بو، بألبرتا، في عام 1909. وفي عام 1912، قامت شركة كاناديان ويسترن ناتشرال غاز كومباني ببناء خط أنابيب بطول 280 كيلو متر يصل بين حقل جزيرة بو وليثبريدج وكالجاري. وقد عضد ذلك مشروع دينجمان في كالجاري، والذي لم يكن قادرًا على توفير الاحتياجات المتنامية للمدينة. وبحلول عام 1913، كانت تفخر العديد من المدن الأخرى في جنوبي ألبرتا بخدمة الغاز الطبيعي من النظام الكندي الغربي. وقد كان مشروع كوست الرائد يوفر الوقود لحوالي 7 آلاف عميل. 

## الرمال النفطية وموارد النفط الثقيل
تعد الرمال النفطية وموارد النفط الثقيل في كندا من بين أعظم الرواسب النفطية في العالم. وهي تشتمل على النفط الرملي مترامي الأطراف في شمالي ألبرتا، ومخزون النفط الثقيل التي تحيط بمدينة لويدمنستر، التي تقع على الحدود بين ألبرتا وساسكاتشوان. ومدى هذه الموارد معروف جيدًا، إلا أنه ما زال يجري تطوير تقنيات أفضل لإنتاج النفط منها حتى الآن.
وبسبب تكلفة تطوير هذه الموارد (حيث تحتاج إلى رأس مال ضخم)، فإنها تميل إلى الظهور في إطار التدفق في وقت لاحق في دورة تطوير موارد النفط في منطقة الإنتاج المحددة. والسبب في ذلك أن شركات البترول تميل إلى استخراج أنواع النفط الخفيفة والأعلى قيمة أولاً. وهناك موارد أكثر من تلك التي يصعب استخراجها يتم تطويرها في وقت لاحق، بصفة عامة أثناء فترات ارتفاع أسعار السلع الأساسية، مثل فترة ارتفاع الأسعار الممتدة التي بدأت في بدايات السبعينيات من القرن العشرين.
وكما كان الحال دائمًا، تتسم الرمال النفطية بالتنوع. وقد كانت الموارد ضخمة للغاية لدرجة أن التجارب بدأت تقريبًا في نفس وقت الحفر بحثًا عن النفط التقليدي في غربي كندا. ورغم من أن رواسب الرمال النفطية كانت مبشرة لأكثر من قرن، إلا أن إنتاج النفط من مصانع سانكور وسنكرود للرمال النفطية لم تصبح مربحة حتى بعد أزمة الطاقة في عام 1979 بكثير. ورغم ارتفاع أسعار النفط بشكل مقارن في الأسواق العالمية، لأسباب سياسية، حافظت الحكومة على أسعار النفط من أولئك الرواد التقنيين عند مستويات منخفضة بشكل مصطنع حتى فترة متقدمة من الثمانينيات من القرن العشرين.
وفي السنوات الأخيرة، حقق تطوير الرمال النفطية والنفط الثقيل نجاحًا هائلاً لدرجة أن هذه الموارد الآن ترتقي لإنتاج أكثر من نصف إنتاج كندا من النفط الخام. 

### مسألة الثقل النوعي
ركز قدر كبير من جهود النفط لكندا على إنتاج النفط من النفط الرملي (والذي يطلق عليه في بعض الأحيان اسم «رمال القار») في شمالي ألبرتا. ومن أجل تقدير تلك الموارد، من الضروري فهم مفهوم بسيط في الكيمياء والفيزياء: وهو «الثقل النوعي» للنفط الخام وسوائل الغاز الطبيعي. تقيس صناعة النفط وزن النفط باستخدام مقياس صناعي معروف باسم الثقل النوعي لمعهد النفط الأمريكي (API). والثقل النوعي للمياه هو عشر درجات على مقياس معهد النفط الأمريكي. وتستخدم أنواع النفط الخفيفة أرقام عالية من معهد النفط الأمريكي. والبتومين، الذي يكون في الغالب أثقل من المياه، يكون له من 8 إلى 10 درجات على مقياس معهد النفط الأمريكي.
يشير الثقل النوعي إلى نطاق الوزن للهيدروكربونات، والذي يزيد مع معدل الهيدروجين إلى الكربون في جزيئات المركبات الكيميائية. والميثان (CH4) - وهو أبسط أشكال الغاز الطبيعي - يحتوي على أربع ذرات هيدرجين مقابل كل ذرة كربون. والثقل النوعي له خفيف، وهو يأخذ الشكل الغازي في درجات الحرارة والضغوط العادية. والهيدروكربون الأثقل التالي، وهو الإيثان، له الصيغة الكيميائية C2H6 وهو عبارة عن غاز أكثر كثافة قليلاً. وبطبيعة الحال، لا يكون للغازات أي ثقل نوعي عند درجات الحرارة الجوية والضغوط.
المركبات العضوية التي تجمع بين الكربون والأكسجين متعددة للغاية. وتكون تلك المركبات التي تحتوي على ذرات كربون أكثر مقابل ذرات الهيدروجين تكون أثقل وأكثر كثافة. وأغلب الهيدروكربونات تكون سائلة في الظروف القياسية، حيث تتميز بدرجة لزوجة أعلى مرتبطة بالثقل النوعي الأكبر. 